# Liste der Mitglieder der Bremischen Bürgerschaft (18. Wahlperiode)

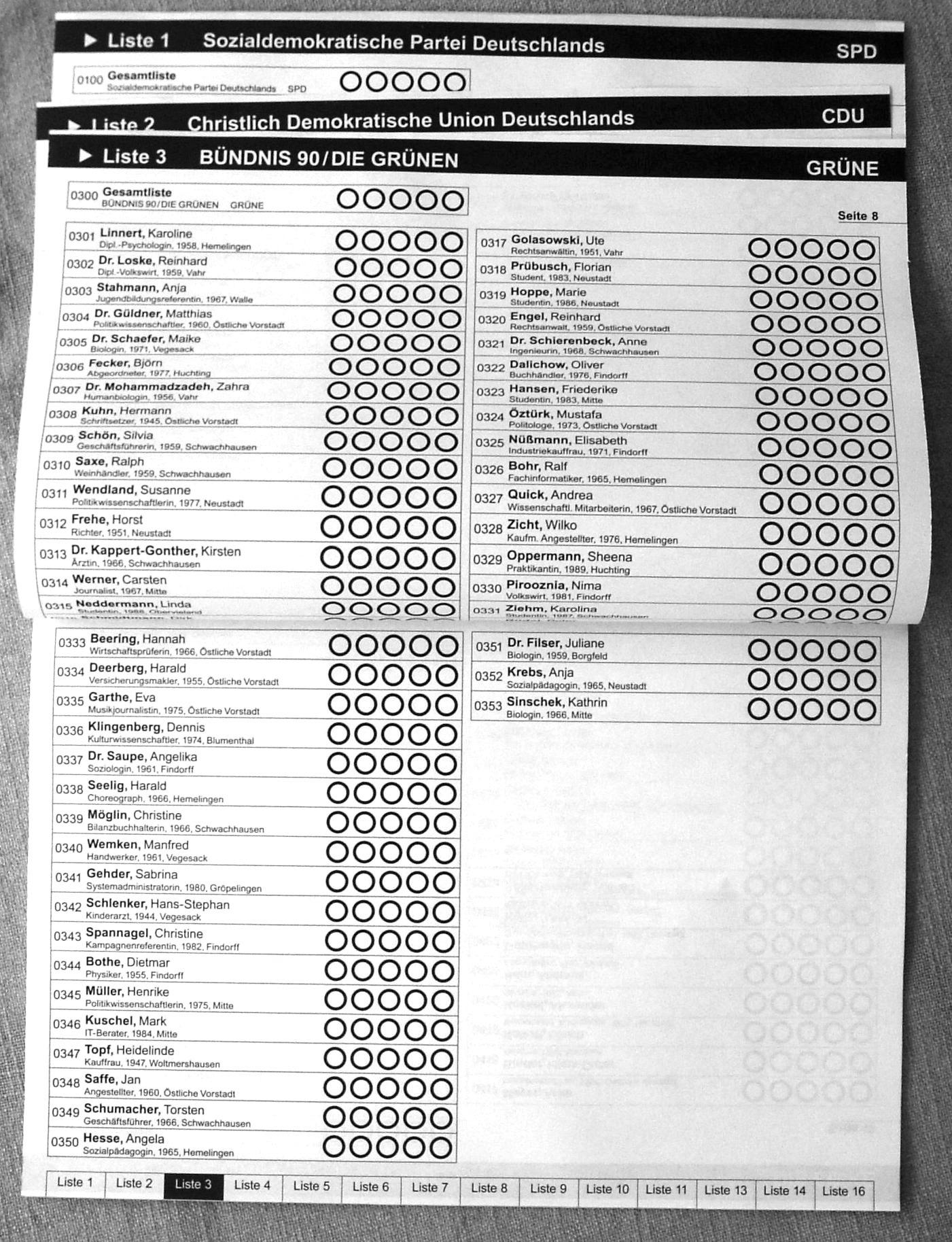
Der Stimmzettel für die Bürgerschaftswahl in Bremen 2011 im Wahlbereich Bremen: Ein DIN-A4-Heft mit 20 genutzten Seiten.

Die 18. Legislaturperiode der bremischen Bürgerschaft lief vom 8. Juni 2011 bis zum 7. Juni 2015.
Die Mitglieder der Bürgerschaft wurden durch die Wahl vom 22. Mai 2011 bestimmt. Zeitgleich fanden die Wahlen zur Stadtverordnetenversammlung in Bremerhaven und zu den Stadtteilbeiräten in Bremen statt.

## Grundlagen
Gemäß § 5 Bremisches Wahlgesetz bestand die Bürgerschaft (Landtag) aus 83 Mitgliedern, davon 68 aus dem Wahlbereich Bremen und 15 aus dem Wahlbereich Bremerhaven.
Die Abgeordneten aus dem Wahlbereich Bremen waren in der Regel zugleich Mitglieder der Stadtbürgerschaft. Aufgrund der Wahlberechtigung auch für Bürger der Europäischen Union bei Kommunalwahlen konnten Stadtbürgerschaft und der stadtbremische Anteil des Landtags unterschiedlich besetzt sein, wie es in der 16. und 17. Wahlperiode der Fall war.

## Wahlergebnis (amtliches Endergebnis)
- Linke: 5
- SPD: 36
- Grüne: 21
- CDU: 20
- BIW: 1

Entsprechend der Feststellung des Landeswahlausschusses veröffentlichte der Landeswahlleiter folgendes Endergebnis:
Die Wahlbeteiligung belief sich auf 55,5 % (Bürgerschaftswahl 2007: 57,58 %).
Die folgende Tabelle enthält nur die Parteien und Wählervereinigungen, auf die Bürgerschaftssitze entfielen.
| Partei    | Stimmen     | Anteil      | Mandate     | Stimmen      | Anteil       | Mandate      | Stimmen     | Anteil      | Mandate     |
|           | Land Bremen | Land Bremen | Land Bremen | Stadt Bremen | Stadt Bremen | Stadt Bremen | Bremerhaven | Bremerhaven | Bremerhaven |
| --------- | ----------- | ----------- | ----------- | ------------ | ------------ | ------------ | ----------- | ----------- | ----------- |
| SPD       | 505.348     | 38,6 %      | 36          | 438.991      | 39,3 %       | 30           | 66.357      | 34,3 %      | 6           |
| Grüne     | 293.993     | 22,5 %      | 21          | 251.863      | 22,6 %       | 17           | 42.130      | 21,8 %      | 4           |
| CDU       | 266.483     | 20,4 %      | 20          | 227.622      | 20,4 %       | 16           | 38.861      | 20,1 %      | 4           |
| Die Linke | 73.769      | 5,6 %       | 5           | 64.824       | 5,8 %        | 5            | 8.945       | 4,6 %       | 0           |
| BIW       | 48.530      | 3,7 %       | 1           | 34.713       | 3,1 %        | 0            | 13.817      | 7,1 %       | 1           |

## Abgeordnete
Die Tabelle enthält die gewählten Abgeordneten nach dem amtlichen Endergebnis. Danach gibt es trotz Personenwahl vollständige Übereinstimmung in der Besetzung der 68 Landtagssitze für den Wahlbereich Bremen und der Stadtbürgerschaft. Die Bremerhavener Abgeordneten sind nur im Landtag vertreten.
| Bild                    | Name                    | Partei               | WB | Anmerkungen |
| ----------------------- | ----------------------- | -------------------- | -- | --- |
| Sandra Ahrens           | Sandra Ahrens           | CDU                  | 1  | |
| Ruken Aytas             | Ruken Aytaş             | SPD                  | 1  | |
| Rainer Bensch           | Rainer Bensch           | CDU                  | 1  | |
| Claudia Bernhar         | Claudia Bernhard        | Die Linke            | 1  | |
| Paul Bödeker            | Paul Bödeker            | CDU                  | 2  | nur Landtag |
| Jens Böhrnsen           | Jens Böhrnsen           | SPD                  | 1  | Mandat ruht wegen Senatsmitgliedschaft |
| Elombo Bolayela         | Elombo Bolayela         | SPD                  | 1  | erster Abgeordneter der Bürgerschaft mit afrikanischer Abstammung                                                                                         |
| Sybille Böschen         | Sybille Böschen         | SPD                  | 2  | nur Landtag |
| Thomas vom Bruch        | Thomas vom Bruch        | CDU                  | 1  | |
| Winfried Brumma         | Winfried Brumma         | SPD                  | 1  | |
| Sülmez Dogan            | Sülmez Dogan            | Grüne                | 2  | nur Landtag |
| Peter Erlanson          | Peter Erlanson          | Die Linke            | 1  | |
| Ulf Eversberg           | Ulf Eversberg           | Grüne                | 2  | nur Landtag |
| Björn Fecker            | Björn Fecker            | Grüne                | 1  | |
| Horst Frehe             | Horst Frehe             | Grüne                | 1  | bis 30. Juni 2011: durch Verzicht ausgeschieden |
| Karin Garling           | Karin Garling           | SPD                  | 1  | |
| Arno Gottschalk         | Arno Gottschalk         | SPD                  | 1  | |
| Susanne Grobien         | Susanne Grobien         | CDU                  | 1  | |
| Sigrid Grönert          | Sigrid Grönert          | CDU                  | 1  | |
| Antje Grotheer          | Antje Grotheer          | SPD                  | 1  | |
| Matthias Güldner        | Matthias Güldner        | Grüne                | 1  | Fraktionsvorsitzender |
| Mustafa Güngör          | Mustafa Güngör          | SPD                  | 1  | |
| Sanem Güngör            | Sanem Güngör            | SPD                  | 1  | vom 8. bis 30. Juni 2011 nachgerückt für ein Senatsmitglied, am 14. Dezember 2012 erneut nachgerückt für Ulrike Hiller                                    |
| Martin Günthner         | Martin Günthner         | SPD                  | 2  | nur Landtag, Mandat ruht wegen Senatsmitgliedschaft |
| Aydin Gürlevik          | Aydin Gürlevik          | SPD                  | 1  | |
| Rainer Hamann           | Rainer Hamann           | SPD                  | 1  | |
| Luisa-Katharina Häsler  | Luisa-Katharina Häsler  | CDU                  | 1  | |
| Ulrike Hiller           | Ulrike Hiller           | SPD                  | 1  | ab 13. Dezember 2012: Mandat ruht wegen Senatsmitgliedschaft                                                                                              |
| Wilhelm Hinners         | Wilhelm Hinners         | CDU                  | 1  | |
| Doris Hoch              | Doris Hoch              | Grüne                | 2  | nur Landtag |
| Reiner Holsten          | Reiner Holsten          | SPD                  | 1  | |
| Marie Hoppe             | Marie Hoppe             | Grüne                | 1  | |
| Frank Imhoff            | Frank Imhoff            | CDU                  | 1  | |
| Wolfgang Jägers         | Wolfgang Jägers         | SPD                  | 2  | nur Landtag |
| Renate Jürgens-Pieper   | Renate Jürgens-Pieper   | SPD                  | 1  | Mandat ruht wegen Senatsmitgliedschaft, nach ihrem Rücktritt verzichtete sie auf das Mandat                                                               |
| Kirsten Kappert-Gonther | Kirsten Kappert-Gonther | Grüne                | 1  | |
| Jörg Kastendiek         | Jörg Kastendiek         | CDU                  | 1  | |
| Carl Kau                | Carl Kau                | CDU                  | 1  | ab 1. Januar 2013 für Rita Mohr-Lüllmann |
| Erwin Knäpper           | Erwin Knäpper           | CDU                  | 2  | nur Landtag |
| Martin Korol            | Martin Korol            | SPD/fraktionslos/BIW | 1  | Am 12. Februar 2013 als Nachfolger von Renate Möbius eingetreten. Am 8. April 2013 aus der SPD-Fraktion ausgeschlossen. Ab Oktober 2013 Mitglied der BIW. |
| Andreas Kottisch        | Andreas Kottisch        | SPD                  | 1  | |
| Petra Krümpfer          | Petra Krümpfer          | SPD                  | 1  | |
| Hermann Kuhn            | Hermann Kuhn            | Grüne                | 1  | |
| Max Liess               | Max Liess               | SPD                  | 1  | nachgerückt für ein Senatsmitglied |
| Karoline Linnert        | Karoline Linnert        | Grüne                | 1  | Mandat ruht wegen Senatsmitgliedschaft |
| Reinhard Loske          | Reinhard Loske          | Grüne                | 1  | Gewählt, Mandat nicht angenommen |
| Manuela Mahnke          | Manuela Mahnke          | SPD                  | 2  | nur Landtag |
| Ulrich Mäurer           | Ulrich Mäurer           | SPD                  | 1  | Mandat ruht wegen Senatsmitgliedschaft |
| Renate Möbius           | Renate Möbius           | SPD                  | 1  | verstorben am 7. Februar 2013 |
| Zahra Mohammadzadeh     | Zahra Mohammadzadeh     | Grüne                | 1  | |
| Klaus Möhle             | Klaus Möhle             | SPD                  | 1  | |
| Rita Mohr-Lüllmann      | Rita Mohr-Lüllmann      | CDU                  | 1  | bis 31. Dezember 2012: durch Verzicht ausgeschieden |
| Elisabeth Motschmann    | Elisabeth Motschmann    | CDU                  | 1  | bis 14. Oktober 2013: durch Wahl in den Bundestag |
| Linda Neddermann        | Linda Neddermann        | Grüne                | 1  | |
| Silvia Neumeyer         | Silvia Neumeyer         | CDU                  | 1  | |
| Manfred Oppermann       | Manfred Oppermann       | SPD                  | 1  | |
| Mustafa Öztürk          | Mustafa Öztürk          | Grüne                | 1  | |
| Patrick Öztürk          | Patrick Öztürk          | SPD                  | 2  | nur Landtag, nachgerückt für ein Senatsmitglied |
| Insa Peters-Rehwinkel   | Insa Peters-Rehwinkel   | SPD                  | 1  | |
| Gabriela Piontkowski    | Gabriela Piontkowski    | CDU                  | 1  | |
| Jürgen Pohlmann         | Jürgen Pohlmann         | SPD                  | 1  | |
| Bernd Ravens            | Bernd Ravens            | CDU                  | 2  | nur Landtag, Vizepräsident der Bürgerschaft |
| Dieter Reinken          | Dieter Reinken          | SPD                  | 1  | |
| Claas Rohmeyer          | Claas Rohmeyer          | CDU                  | 1  | |
| Ingelore Rosenkötter    | Ingelore Rosenkötter    | SPD                  | 1  | ab 1. Juli 2011 nach ihrem Ausscheiden aus dem Senat |
| Thomas Röwekamp         | Thomas Röwekamp         | CDU                  | 1  | Fraktionsvorsitzender |
| Klaus-Rainer Rupp       | Klaus-Rainer Rupp       | Die Linke            | 1  | |
| Sarah Ryglewski         | Sarah Ryglewski         | SPD                  | 1  | |
| Jan Saffe               | Jan Saffe               | Grüne                | 1  | am 1. Juli 2011 nachgerückt für Horst Frehe |
| Silke Salomon           | Silke Salomon           | CDU                  | 2  | nur Landtag |
| Ralph Saxe              | Ralph Saxe              | Grüne                | 1  | |
| Maike Schaefer          | Maike Schaefer          | Grüne                | 1  | |
| Anne Schierenbeck       | Anne Schierenbeck       | Grüne                | 1  | |
| Frank Schildt           | Frank Schildt           | SPD                  | 2  | nur Landtag |
| Stephan Schlenker       | Stephan Schlenker       | Grüne                | 1  | nachgerückt für ein Senatsmitglied |
| Margitta Schmidtke      | Margitta Schmidtke      | SPD                  | 1  | nachgerückt für ein Senatsmitglied |
| Dirk Schmidtmann        | Dirk Schmidtmann        | Grüne                | 1  | nachgerückt für ein Senatsmitglied |
| Silvia Schön            | Silvia Schön            | Grüne                | 1  | Vizepräsidentin der Bürgerschaft |
| Emin Sükrü Senkal       | Emin Sükrü Senkal       | SPD                  | 1  | |
| Mehmet Ali Seyrek       | Mehmet Ali Seyrek       | SPD                  | 1  | |
| Anja Stahmann           | Anja Stahmann           | Grüne                | 1  | ab 30. Juni 2011: Mandat ruht wegen Senatsmitgliedschaft                                                                                                  |
| Heiko Strohmann         | Heiko Strohmann         | CDU                  | 1  | |
| Jan Timke               | Jan Timke               | BIW                  | 2  | nur Landtag |
| Elias Tsartilidis       | Elias Tsartilidis       | SPD                  | 2  | nur Landtag |
| Björn Tschöpe           | Björn Tschöpe           | SPD                  | 1  | Fraktionsvorsitzender |
| Valentina Tuchel        | Valentina Tuchel        | SPD                  | 1  | |
| Cindi Tuncel            | Cindi Tuncel            | Die Linke            | 1  | |
| Rolf Vogelsang          | Rolf Vogelsang          | SPD                  | 1  | nachgerückt für ein Senatsmitglied |
| Kristina Vogt           | Kristina Vogt           | Die Linke            | 1  | Fraktionsvorsitzende |
| Christian Weber         | Christian Weber         | SPD                  | 1  | Präsident der Bürgerschaft |
| Helmut Weigelt          | Helmut Weigelt          | SPD                  | 1  | |
| Susanne Wendland        | Susanne Wendland        | Grüne                | 1  | |
| Carsten Werner          | Carsten Werner          | Grüne                | 1  | am 1. Juli 2011 für Anja Stahmann nachgerückt |
| Frank Willmann          | Frank Willmann          | Grüne                | 2  | nur Landtag |
| Oğuzhan Yazıcı          | Oğuzhan Yazıcı          | CDU                  | 1  | am 14. Oktober 2013 für Elisabeth Motschmann nachgerückt                                                                                                  |

Die Mandate der Senatsmitglieder ruhen nach Artikel 108 der Landesverfassung.

## Deputierte, die keine Abgeordneten sind
Bürgerschaft (Landtag) und Stadtbürgerschaft haben am 6. Juli 2011 die staatlichen und städtischen Deputationen eingesetzt und die Mitglieder der Deputationen gewählt.
Folgende Personen, die der Bürgerschaft nicht angehören, wurden zu Mitgliedern der Deputationen gewählt.
| Name                 | Partei    | Staatliche Deputation                              | Städtische Deputation                              | Anmerkungen                                             |
| -------------------- | --------- | -------------------------------------------------- | -------------------------------------------------- | ------------------------------------------------------- |
| Gerd Arndt           | Die Linke | Umwelt, Bau, Verkehr, Stadtentwicklung und Energie | Umwelt, Bau, Verkehr, Stadtentwicklung und Energie |                                                         |
| Christoph Backes     | parteilos |                                                    | Wirtschaft, Arbeit und Häfen                       |                                                         |
| Hela Bahr            | SPD       |                                                    | Kultur                                             |                                                         |
| Verena Behrens       | SPD       | Inneres und Sport                                  |                                                    |                                                         |
| Susan Ella-Mittrenga | Grüne     |                                                    | Kultur                                             |                                                         |
| Hans-Georg Gerling   | CDU       |                                                    | Inneres und Sport                                  |                                                         |
| Ute Golasowski       | Grüne     |                                                    | Bildung                                            |                                                         |
| Rolf Gössner         | parteilos | Inneres und Sport                                  |                                                    | vorgeschlagen von der Fraktion Die Linke                |
| Bernd Grottke        | SPD       | Gesundheit                                         | Gesundheit                                         |                                                         |
| Andreas Hipp         | CDU       | Umwelt, Bau, Verkehr, Stadtentwicklung und Energie |                                                    |                                                         |
| Bettina Hornhues     | CDU       | Bildung                                            | Bildung Kultur                                     | nach der Wahl 2013 wegen Bundestagsmandat ausgeschieden |
| Melanie Kennard      | SPD       |                                                    | Umwelt, Bau, Verkehr, Stadtentwicklung und Energie |                                                         |
| Susanne Kröhl        | SPD       | Soziales, Kinder und Jugend                        |                                                    |                                                         |
| Marius Loeber        | SPD       | Inneres und Sport                                  |                                                    |                                                         |
| Sabine Markmann      | SPD       | Kultur                                             |                                                    |                                                         |
| Michael Meinke       | CDU       | Gesundheit                                         | Gesundheit                                         |                                                         |
| Sabine Metchies      | SPD       | Umwelt, Bau, Verkehr, Stadtentwicklung und Energie |                                                    |                                                         |
| Martin Michalik      | CDU       |                                                    | Kultur                                             |                                                         |
| Detlef Müller        | CDU       | Wirtschaft, Arbeit und Häfen                       |                                                    |                                                         |
| Carola Näth          | Grüne     | Gesundheit                                         |                                                    |                                                         |
| Jens Oppermann       | SPD       | Bildung                                            |                                                    |                                                         |
| Nima Pirooznia       | Grüne     |                                                    | Wirtschaft, Arbeit und Häfen                       |                                                         |
| Rolf Prigge          | SPD       | Soziales, Kinder und Jugend                        |                                                    |                                                         |
| Florian Prübusch     | Grüne     | Bildung                                            |                                                    |                                                         |
| Michael Rüppel       | Grüne     | Kultur                                             |                                                    |                                                         |
| Detlef Scharf        | CDU       |                                                    | Soziales, Kinder und Jugend                        |                                                         |
| Wilfried Sulima      | SPD       |                                                    | Umwelt, Bau, Verkehr, Stadtentwicklung und Energie |                                                         |
| Stefan Trapp         | Grüne     |                                                    | Gesundheit                                         |                                                         |
| Holger Welt          | SPD       | Gesundheit                                         |                                                    |                                                         |
| Sibylle Winther      | CDU       |                                                    | Wirtschaft, Arbeit und Häfen                       |                                                         |
| Wilko Zicht          | Grüne     |                                                    | Bildung                                            |                                                         |